# 埃林佩林
42°40′09″N 23°36′05″E / 42.6690733°N 23.6013116°E

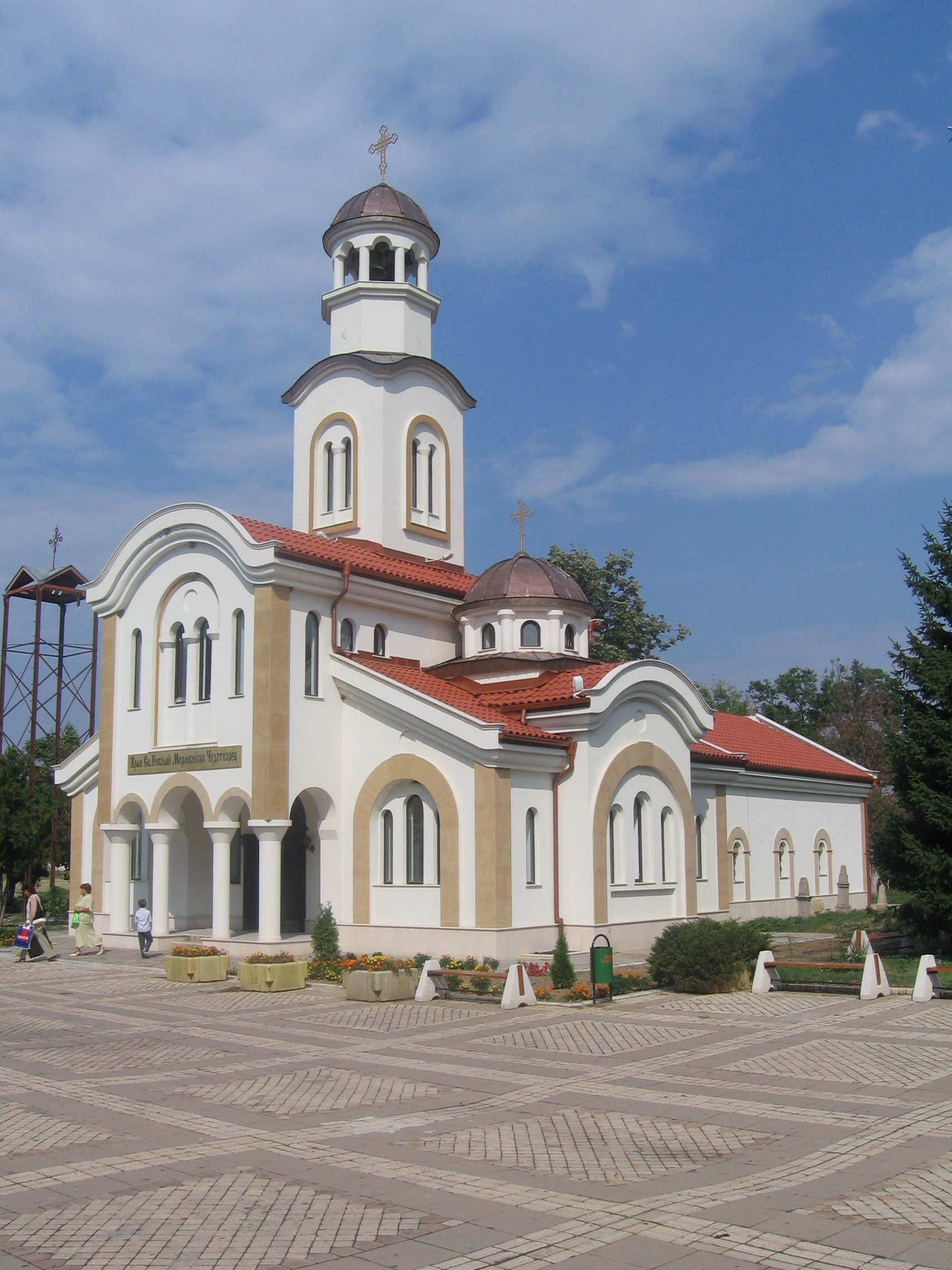
教堂

埃林佩林是保加利亞中西部索菲亞州埃林佩林市鎮的城鎮及行政中心，距離首都索菲亞24公里，海拔高度558米，鎮上的教堂於1846年，2005年人口7,263。